# Juanjo Purata
Juanjo Purata (San Luis Potosí, 1998. január 9. –) mexikói labdarúgó, a Tigres UANL hátvéde.

## Pályafutása
Purata a mexikói San Luis Potosí államban született. Az ifjúsági pályafutását a Tigres UANL akadémiájánál kezdte.
2018-ban mutatkozott be a Tigres UANL első osztályban szereplő felnőtt keretében. 2022 és 2023 között az észak-amerikai első osztályban érdekelt Atlanta United csapatát erősítette kölcsönben. Először a 2022. július 10-ei, Austin ellen 3–0-ra elvesztett mérkőzés 67. percében, Franco Ibarra cseréjeként lépett pályára. Első gólját 2022. július 17-én, az Orlando City ellen hazai pályán 1–1-es döntetlennel zárult találkozón szerezte meg.

## Statisztikák
2024. augusztus 1. szerint
| Klub                        | Szezon   | Osztály  | Bajnokság | Bajnokság | Kupa  | Kupa | Nemzetközi | Nemzetközi | Összesen | Összesen |
| Klub                        | Szezon   | Osztály  | Meccs     | Gól       | Meccs | Gól  | Meccs      | Gól        | Meccs    | Gól      |
| --------------------------- | -------- | -------- | --------- | --------- | ----- | ---- | ---------- | ---------- | -------- | -------- |
| Tigres UANL                 | 2018–19  | Liga MX  | 4         | 0         | 7     | 0    | —          | —          | 11       | 0        |
| Tigres UANL                 | 2019–20  | Liga MX  | 3         | 0         | 0     | 0    | —          | —          | 3        | 0        |
| Tigres UANL                 | 2020–21  | Liga MX  | 6         | 0         | 0     | 0    | 1          | 1          | 7        | 1        |
| Tigres UANL                 | 2021–22  | Liga MX  | 13        | 0         | 0     | 0    | —          | —          | 13       | 0        |
| Tigres UANL                 | 2023–24  | Liga MX  | 10        | 0         | 0     | 0    | —          | —          | 10       | 0        |
| Tigres UANL                 | 2024–25  | Liga MX  | 1         | 0         | 1     | 0    | 4          | 0          | 6        | 0        |
| Atlanta United (kölcsönben) | 2022     | MLS      | 17        | 6         | 0     | 0    | —          | —          | 17       | 6        |
| Atlanta United (kölcsönben) | 2023     | MLS      | 29        | 1         | 1     | 0    | 2          | 0          | 32       | 1        |
| Összesen                    | Összesen | Összesen | 83        | 7         | 9     | 0    | 7          | 1          | 99       | 8        |

## Sikerei, díjai
Tigres UANL
- Campeones Cup
  - Győztes (1): 2018

- CONCACAF-bajnokok ligája
  - Győztes (1): 2020